# Riddells Creek
Riddells Creek – miasto w Australii, w stanie Wiktoria.